# Староселье (Крым)
Старосе́лье (до 1945 года Салачи́к; укр. Старосілля, крымскотат. Salaçıq, Салачыкъ) — исчезнувшее село в Бахчисарайском районе Крыма (согласно административно-территориальному делению Украины — Автономной Республики Крым), находившееся в период с 1954 по 1968 год в составе Бахчисарая (ныне — восточная окраина города).

## История
Салачик — древнее поселение у подножия Чуфут-Кале, первая столица Крымского ханства (до 1532 года), уже в сочинении Эвлии Челеби Сейахатнаме (Книга путешествий) 1667 года упоминавшийся, как Эски Салачик, то есть, Старый Салачик.
Будучи, фактически, предместьем Бахчисарая, Салачик, как отдельное селение, в учётных документах времён Российской империи (включая Камеральное Описание Крыма… 1784 года) и первых лет советской власти не фигурирует. В «Путеводителе путешественника по Крыму, украшенный картами, планами, видами и виньетами…» 1833 года Шарль Монтандон описал Салачик без упоминания названия (…неизвестно, как его назвать…)
Выехав на окраину города, имеющую вид жалкого предместья, слева обнаруживаем множество навесов и домишек, прислоненных к склонам скал и заселенных цыганами, песни, дикие крики и нестройная музыка которых производят гам, отдающийся далеко в горах.
 Лишь на трёхверстовой карте Шуберта 1865—1876 года в Салачике обозначен 61 двор. В сочинении Таврического епископа Гермогена «Справочная книжка о приходах и храмах Таврической епархии» 1886 года упоминается, как населённое цыганами предместье, в «Практическом путеводителе по Крыму» Анны Москвич 1889 года Солачик назван «гнездом крымских цыган».

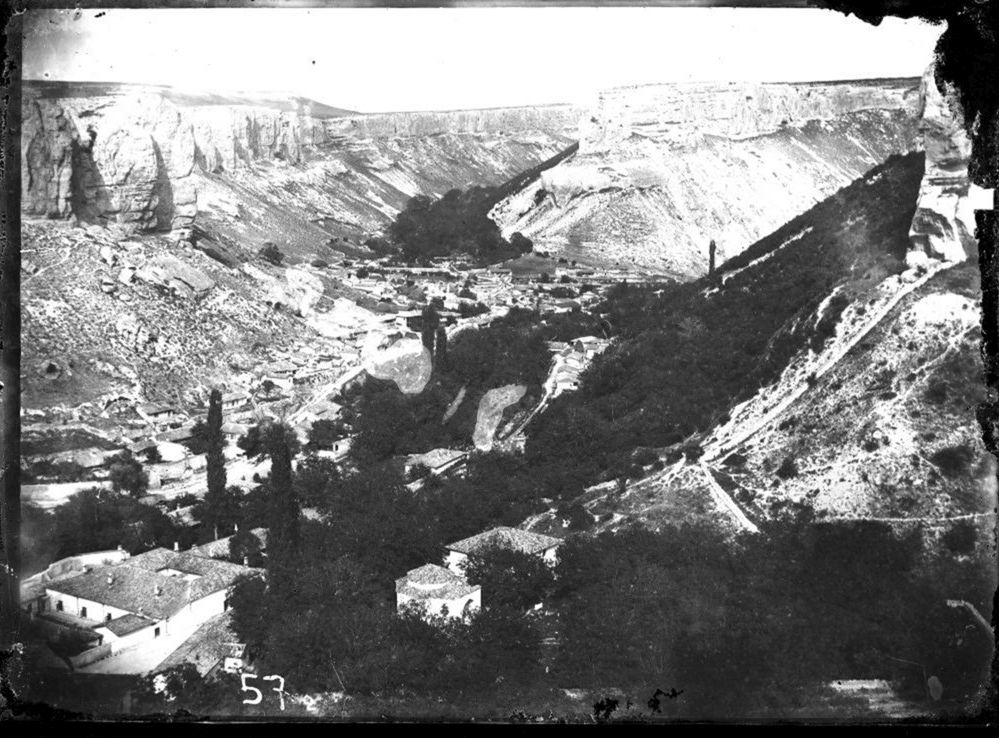
Салачик, 1899 год.
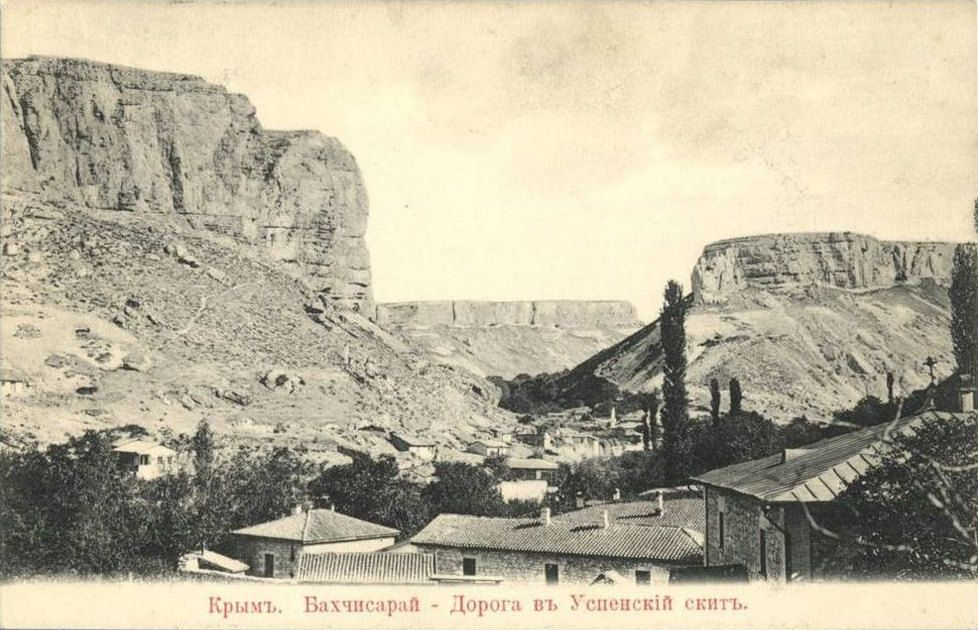
Салачик, 1910 год.
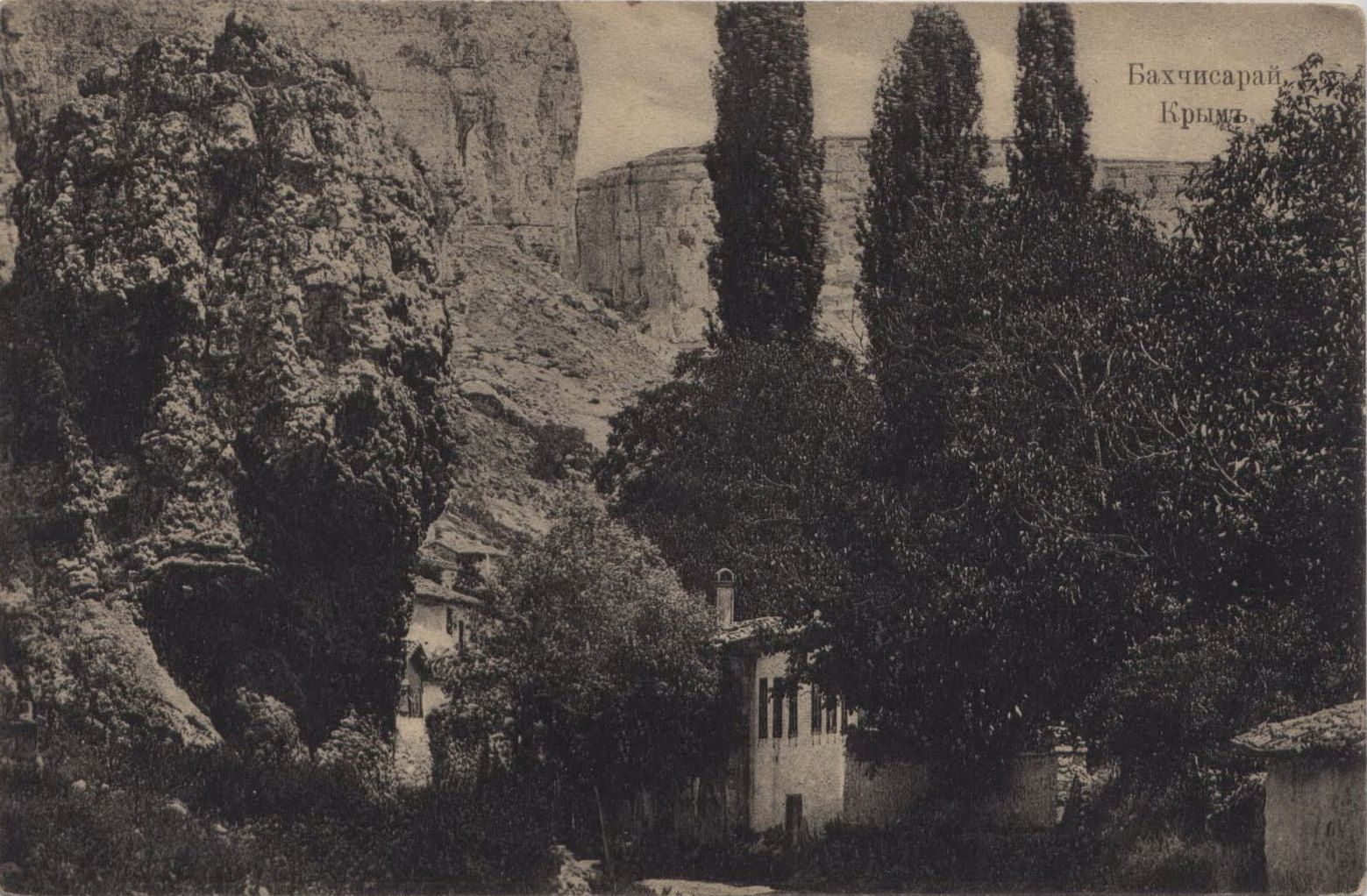
Салачик, 1910 год.
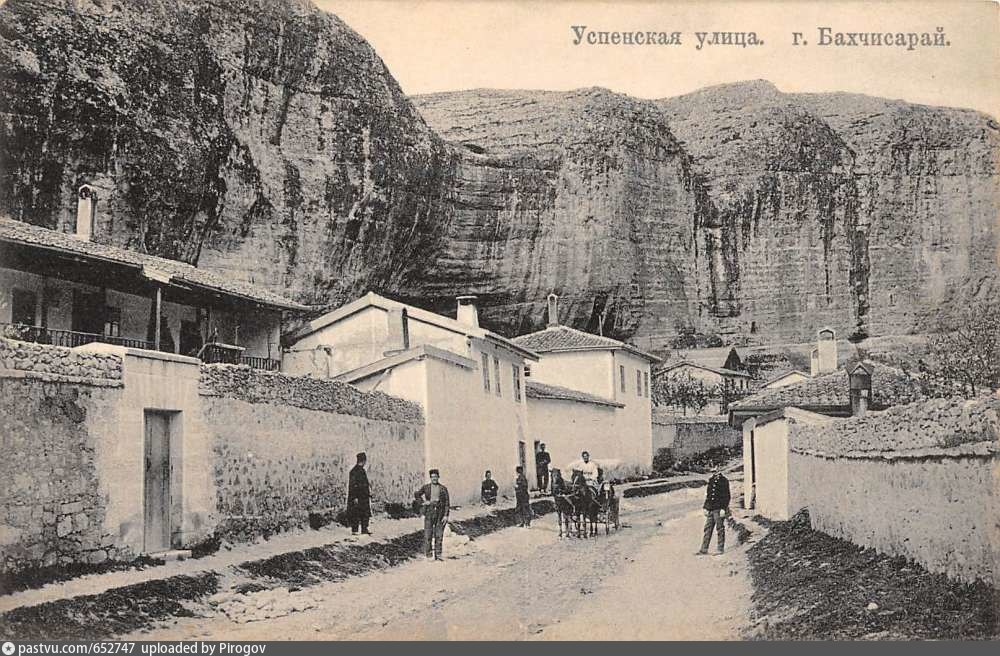
Салачик, 1910 год.

Нет Салачика и в Списке населённых пунктов Крымской АССР по Всесоюзной переписи 17 декабря 1926 года, а в справочнике «Административно-территориальное устройство РСФСР» 1940 года уже значится Салачикский сельсовет в составе Бахчисарайского района.
Указом Президиума Верховного Совета РСФСР от 21 августа 1945 года Салачик был переименован в Староселье и Салачикский сельсовет — в Старосельский. Время упразднения сельсовета пока не установлено, Староселье же, в период с 1954 по 1960 годы (в справочнике 1960 года уже не фигурирует), было включено в состав Бахчисарая (согласно справочнику «Крымская область. Административно-территориальное деление на 1 января 1968 года» — с 1954 по 1968 годы).

### Достопримечательности
- В Староселье находится мавзолей первых крымских ханов, Зинджирли-медресе, некогда располагался дворец Ашлама-Сарай[15].
- Успенский пещерный монастырь
- Палеолитическая пещера Староселье относится к мустьерской культуре. Открыта и исследовалась А. А. Формозовым в 1952—1956 годах. Найдены кремнёвые орудия и погребение ребёнка вида Homo sapiens с отдельными неандерталоидными признаками[16][17].